# Liste des planètes mineures non numérotées découvertes en février 2021
Pour un article plus général, voir Liste des planètes mineures non numérotées découvertes en 2021.
Pour un article plus général, voir Liste des planètes mineures.
Cet article dresse la liste des planètes mineures (astéroïdes, centaures, objets transneptuniens et assimilés) non numérotées découvertes en février 2021 dans l'ordre de leur découverte.
Au 15 janvier 2025, 661 077 des 1 434 993 planètes mineures répertoriées par le Centre des planètes mineures ne sont pas encore numérotées, soit 46,07 %.

## Rappel concernant la désignation provisoire
La désignation provisoire indique l'ordre de découverte de ces objets. En effet, cette désignation est composée de l'année de découverte (par exemple 2021) suivie de la quinzaine (demi-mois) de découverte (p.e. A = 1-15 janvier) puis de l'ordre de découverte dans cette quinzaine. Cet ordre est indiqué par une lettre et éventuellement un chiffre comme suit : A pour la première découverte, B pour la deuxième, ..., Z pour la 25e (le I n'est pas utilisé pour éviter la confusion avec 1), A1 pour la 26e, B1 pour la 27e, etc. , Z1 pour la 50e, A2 pour la 51e, B2 pour la 52e, etc. L'ordre de la numérotation ne suit donc pas l'ordre alphanumérique. 2021 AA1 suit ainsi 2021 AZ et précède 2021 AB1.

## Liste

### Du1erau 15 février 2021
- 2021 CA
- 2021 CB
- 2021 CC
- 2021 CD
- 2021 CE
- 2021 CF
- 2021 CG
- 2021 CH
- 2021 CJ
- 2021 CK
- 2021 CL
- 2021 CM
- 2021 CN
- 2021 CO
- 2021 CP
- 2021 CQ
- 2021 CR
- 2021 CS
- 2021 CT
- 2021 CU
- 2021 CV
- 2021 CW
- 2021 CX
- 2021 CY
- 2021 CZ
- 2021 CA1
- 2021 CB1
- 2021 CC1
- 2021 CD1
- 2021 CE1
- 2021 CF1
- 2021 CG1
- 2021 CH1
- 2021 CJ1
- 2021 CK1
- 2021 CM1
- 2021 CN1
- 2021 CO1
- 2021 CP1
- 2021 CQ1
- 2021 CR1
- 2021 CS1
- 2021 CT1
- 2021 CU1
- 2021 CV1
- 2021 CW1
- 2021 CX1
- 2021 CY1
- 2021 CZ1
- 2021 CA2
- 2021 CB2
- 2021 CC2
- 2021 CD2
- 2021 CE2
- 2021 CF2
- 2021 CG2
- 2021 CH2
- 2021 CJ2
- 2021 CK2
- 2021 CM2
- 2021 CN2
- 2021 CO2
- 2021 CP2
- 2021 CQ2
- 2021 CR2
- 2021 CS2
- 2021 CT2
- 2021 CU2
- 2021 CV2
- 2021 CW2
- 2021 CX2
- 2021 CY2
- 2021 CZ2
- 2021 CA3
- 2021 CB3
- 2021 CC3
- 2021 CE3
- 2021 CF3
- 2021 CG3
- 2021 CH3
- 2021 CJ3
- 2021 CK3
- 2021 CL3
- 2021 CM3
- 2021 CN3
- 2021 CO3
- 2021 CP3
- 2021 CR3
- 2021 CS3
- 2021 CT3
- 2021 CU3
- 2021 CV3
- 2021 CW3
- 2021 CX3
- 2021 CY3
- 2021 CZ3
- 2021 CA4
- 2021 CB4
- 2021 CC4
- 2021 CE4
- 2021 CF4
- 2021 CG4
- 2021 CH4
- 2021 CJ4
- 2021 CK4
- 2021 CL4
- 2021 CM4
- 2021 CN4
- 2021 CO4
- 2021 CP4
- 2021 CQ4
- 2021 CR4
- 2021 CS4
- 2021 CT4
- 2021 CU4
- 2021 CV4
- 2021 CW4
- 2021 CX4
- 2021 CY4
- 2021 CZ4
- 2021 CA5
- 2021 CB5
- 2021 CC5
- 2021 CD5
- 2021 CE5
- 2021 CF5
- 2021 CG5
- 2021 CH5
- 2021 CK5
- 2021 CL5
- 2021 CM5
- 2021 CN5
- 2021 CO5
- 2021 CP5
- 2021 CQ5
- 2021 CS5
- 2021 CT5
- 2021 CU5
- 2021 CV5
- 2021 CW5
- 2021 CX5
- 2021 CY5
- 2021 CZ5
- 2021 CA6
- 2021 CB6
- 2021 CC6
- 2021 CD6
- 2021 CE6
- 2021 CF6
- 2021 CG6
- 2021 CH6
- 2021 CJ6
- 2021 CK6
- 2021 CL6
- 2021 CM6
- 2021 CN6
- 2021 CO6
- 2021 CP6
- 2021 CQ6
- 2021 CR6
- 2021 CS6
- 2021 CT6
- 2021 CU6
- 2021 CW6
- 2021 CX6
- 2021 CY6
- 2021 CZ6
- 2021 CA7
- 2021 CB7
- 2021 CC7
- 2021 CD7
- 2021 CE7
- 2021 CK7
- 2021 CL7
- 2021 CM7
- 2021 CN7
- 2021 CO7
- 2021 CP7
- 2021 CQ7
- 2021 CR7
- 2021 CS7
- 2021 CT7
- 2021 CV7
- 2021 CW7
- 2021 CX7
- 2021 CY7
- 2021 CZ7
- 2021 CA8
- 2021 CB8
- 2021 CC8
- 2021 CD8
- 2021 CE8
- 2021 CF8
- 2021 CG8
- 2021 CH8
- 2021 CJ8
- 2021 CL8
- 2021 CM8
- 2021 CN8
- 2021 CP8
- 2021 CQ8
- 2021 CR8
- 2021 CS8
- 2021 CT8
- 2021 CU8
- 2021 CV8
- 2021 CW8
- 2021 CX8
- 2021 CY8
- 2021 CZ8
- 2021 CA9
- 2021 CB9
- 2021 CC9
- 2021 CD9
- 2021 CE9
- 2021 CF9
- 2021 CG9
- 2021 CJ9
- 2021 CK9
- 2021 CL9
- 2021 CM9
- 2021 CN9
- 2021 CO9
- 2021 CP9
- 2021 CQ9
- 2021 CR9
- 2021 CS9
- 2021 CT9
- 2021 CU9
- 2021 CV9
- 2021 CX9
- 2021 CY9
- 2021 CZ9
- 2021 CA10
- 2021 CB10
- 2021 CC10
- 2021 CD10
- 2021 CE10
- 2021 CF10
- 2021 CG10
- 2021 CH10
- 2021 CK10
- 2021 CL10
- 2021 CM10
- 2021 CN10
- 2021 CP10
- 2021 CQ10
- 2021 CS10
- 2021 CT10
- 2021 CU10
- 2021 CV10
- 2021 CW10
- 2021 CX10
- 2021 CY10
- 2021 CA11
- 2021 CC11
- 2021 CD11
- 2021 CH11
- 2021 CK11
- 2021 CP11
- 2021 CQ11
- 2021 CR11
- 2021 CS11
- 2021 CT11
- 2021 CV11
- 2021 CX11
- 2021 CZ11
- 2021 CA12
- 2021 CD12
- 2021 CE12
- 2021 CF12
- 2021 CH12
- 2021 CJ12
- 2021 CK12
- 2021 CL12
- 2021 CN12
- 2021 CO12
- 2021 CR12
- 2021 CT12
- 2021 CU12
- 2021 CV12
- 2021 CX12
- 2021 CA13
- 2021 CC13
- 2021 CD13
- 2021 CF13
- 2021 CG13
- 2021 CJ13
- 2021 CL13
- 2021 CM13
- 2021 CN13
- 2021 CO13
- 2021 CR13
- 2021 CS13
- 2021 CT13
- 2021 CU13
- 2021 CW13
- 2021 CX13
- 2021 CY13
- 2021 CZ13
- 2021 CB14
- 2021 CC14
- 2021 CG14
- 2021 CL14
- 2021 CN14
- 2021 CO14
- 2021 CP14
- 2021 CR14
- 2021 CS14
- 2021 CB15
- 2021 CC15
- 2021 CE15
- 2021 CF15
- 2021 CG15
- 2021 CJ15
- 2021 CK15
- 2021 CL15
- 2021 CM15
- 2021 CN15
- 2021 CO15
- 2021 CP15
- 2021 CQ15
- 2021 CT15
- 2021 CU15
- 2021 CV15
- 2021 CW15
- 2021 CX15
- 2021 CY15
- 2021 CZ15
- 2021 CA16
- 2021 CE16
- 2021 CG16
- 2021 CH16
- 2021 CJ16
- 2021 CK16
- 2021 CL16
- 2021 CM16
- 2021 CN16
- 2021 CO16
- 2021 CP16
- 2021 CR16
- 2021 CS16
- 2021 CT16
- 2021 CW16
- 2021 CY16
- 2021 CZ16
- 2021 CA17
- 2021 CB17
- 2021 CC17
- 2021 CD17
- 2021 CE17
- 2021 CF17
- 2021 CG17
- 2021 CH17
- 2021 CJ17
- 2021 CM17
- 2021 CN17
- 2021 CO17
- 2021 CP17
- 2021 CQ17
- 2021 CS17
- 2021 CT17
- 2021 CU17
- 2021 CV17
- 2021 CW17
- 2021 CX17
- 2021 CY17
- 2021 CA18
- 2021 CC18
- 2021 CD18
- 2021 CE18
- 2021 CF18
- 2021 CG18
- 2021 CH18
- 2021 CJ18
- 2021 CK18
- 2021 CL18
- 2021 CM18
- 2021 CN18
- 2021 CO18
- 2021 CQ18
- 2021 CR18
- 2021 CT18
- 2021 CU18
- 2021 CW18
- 2021 CX18
- 2021 CY18
- 2021 CA19
- 2021 CB19
- 2021 CC19
- 2021 CD19
- 2021 CE19
- 2021 CF19
- 2021 CL19
- 2021 CO19
- 2021 CQ19
- 2021 CR19
- 2021 CS19
- 2021 CT19
- 2021 CU19
- 2021 CV19
- 2021 CW19
- 2021 CX19
- 2021 CY19
- 2021 CZ19
- 2021 CA20
- 2021 CB20
- 2021 CC20
- 2021 CE20
- 2021 CH20
- 2021 CJ20
- 2021 CK20
- 2021 CM20
- 2021 CN20
- 2021 CO20
- 2021 CP20
- 2021 CQ20
- 2021 CR20
- 2021 CS20
- 2021 CT20
- 2021 CU20
- 2021 CV20
- 2021 CX20
- 2021 CA21
- 2021 CB21
- 2021 CD21
- 2021 CE21
- 2021 CF21
- 2021 CG21
- 2021 CH21
- 2021 CJ21
- 2021 CN21
- 2021 CO21
- 2021 CP21
- 2021 CQ21
- 2021 CS21
- 2021 CT21
- 2021 CU21
- 2021 CV21
- 2021 CW21
- 2021 CZ21
- 2021 CB22
- 2021 CC22
- 2021 CD22
- 2021 CE22
- 2021 CH22
- 2021 CJ22
- 2021 CK22
- 2021 CL22
- 2021 CN22
- 2021 CO22
- 2021 CP22
- 2021 CQ22
- 2021 CS22
- 2021 CT22
- 2021 CU22
- 2021 CX22
- 2021 CY22
- 2021 CA23
- 2021 CB23
- 2021 CC23
- 2021 CE23
- 2021 CG23
- 2021 CJ23
- 2021 CL23
- 2021 CM23
- 2021 CN23
- 2021 CO23
- 2021 CP23
- 2021 CR23
- 2021 CS23
- 2021 CU23
- 2021 CW23
- 2021 CY23
- 2021 CA24
- 2021 CB24
- 2021 CD24
- 2021 CE24
- 2021 CG24
- 2021 CJ24
- 2021 CK24
- 2021 CL24
- 2021 CM24
- 2021 CO24
- 2021 CP24
- 2021 CQ24
- 2021 CS24
- 2021 CU24
- 2021 CW24
- 2021 CX24
- 2021 CA25
- 2021 CC25
- 2021 CE25
- 2021 CF25
- 2021 CG25
- 2021 CJ25
- 2021 CL25
- 2021 CM25
- 2021 CO25
- 2021 CP25
- 2021 CQ25
- 2021 CS25
- 2021 CT25
- 2021 CU25
- 2021 CV25
- 2021 CW25
- 2021 CX25
- 2021 CY25
- 2021 CZ25
- 2021 CB26
- 2021 CC26
- 2021 CD26
- 2021 CF26
- 2021 CG26
- 2021 CJ26
- 2021 CL26
- 2021 CM26
- 2021 CO26
- 2021 CP26
- 2021 CQ26
- 2021 CT26
- 2021 CU26
- 2021 CV26
- 2021 CX26
- 2021 CA27
- 2021 CD27
- 2021 CG27
- 2021 CH27
- 2021 CR27
- 2021 CS27
- 2021 CU27
- 2021 CV27
- 2021 CW27
- 2021 CY27
- 2021 CZ27
- 2021 CA28
- 2021 CB28
- 2021 CC28
- 2021 CD28
- 2021 CE28
- 2021 CF28
- 2021 CG28
- 2021 CH28
- 2021 CK28
- 2021 CL28
- 2021 CM28
- 2021 CP28
- 2021 CQ28
- 2021 CR28
- 2021 CT28
- 2021 CU28
- 2021 CV28
- 2021 CW28
- 2021 CX28
- 2021 CY28
- 2021 CZ28
- 2021 CA29
- 2021 CC29
- 2021 CD29
- 2021 CE29
- 2021 CF29
- 2021 CG29
- 2021 CH29
- 2021 CJ29
- 2021 CK29
- 2021 CL29
- 2021 CM29
- 2021 CN29
- 2021 CO29
- 2021 CP29
- 2021 CR29
- 2021 CS29
- 2021 CT29
- 2021 CU29
- 2021 CV29
- 2021 CW29
- 2021 CX29
- 2021 CY29
- 2021 CZ29
- 2021 CA30
- 2021 CD30
- 2021 CE30
- 2021 CF30
- 2021 CJ30
- 2021 CK30
- 2021 CM30
- 2021 CO30
- 2021 CP30
- 2021 CR30
- 2021 CS30
- 2021 CT30
- 2021 CV30
- 2021 CW30
- 2021 CX30
- 2021 CY30
- 2021 CZ30
- 2021 CA31
- 2021 CB31
- 2021 CC31
- 2021 CD31
- 2021 CE31
- 2021 CF31
- 2021 CG31
- 2021 CJ31
- 2021 CK31
- 2021 CP31
- 2021 CQ31
- 2021 CT31
- 2021 CV31
- 2021 CW31
- 2021 CX31
- 2021 CY31
- 2021 CZ31
- 2021 CA32
- 2021 CB32
- 2021 CC32
- 2021 CD32
- 2021 CE32
- 2021 CF32
- 2021 CG32
- 2021 CH32
- 2021 CJ32
- 2021 CK32
- 2021 CL32
- 2021 CM32
- 2021 CN32
- 2021 CO32
- 2021 CP32
- 2021 CQ32
- 2021 CR32
- 2021 CS32
- 2021 CT32
- 2021 CU32
- 2021 CV32
- 2021 CW32
- 2021 CX32
- 2021 CY32
- 2021 CZ32
- 2021 CA33
- 2021 CB33
- 2021 CC33
- 2021 CD33
- 2021 CE33
- 2021 CF33
- 2021 CG33
- 2021 CH33
- 2021 CJ33
- 2021 CK33
- 2021 CL33
- 2021 CM33
- 2021 CN33
- 2021 CO33
- 2021 CP33
- 2021 CQ33
- 2021 CR33
- 2021 CU33
- 2021 CV33
- 2021 CW33
- 2021 CX33
- 2021 CY33
- 2021 CZ33
- 2021 CA34
- 2021 CB34
- 2021 CC34
- 2021 CD34
- 2021 CE34
- 2021 CF34
- 2021 CG34
- 2021 CH34
- 2021 CJ34
- 2021 CK34
- 2021 CL34
- 2021 CM34
- 2021 CN34
- 2021 CO34
- 2021 CP34
- 2021 CR34
- 2021 CT34
- 2021 CU34
- 2021 CV34
- 2021 CX34
- 2021 CY34
- 2021 CZ34
- 2021 CA35
- 2021 CB35
- 2021 CC35
- 2021 CD35
- 2021 CE35
- 2021 CF35
- 2021 CG35
- 2021 CH35
- 2021 CJ35
- 2021 CK35
- 2021 CL35
- 2021 CM35
- 2021 CO35
- 2021 CP35
- 2021 CQ35
- 2021 CS35
- 2021 CT35
- 2021 CU35
- 2021 CV35
- 2021 CW35
- 2021 CX35
- 2021 CY35
- 2021 CZ35
- 2021 CA36
- 2021 CB36
- 2021 CD36
- 2021 CF36
- 2021 CJ36
- 2021 CK36
- 2021 CL36
- 2021 CM36
- 2021 CN36
- 2021 CO36
- 2021 CQ36
- 2021 CR36
- 2021 CV36
- 2021 CX36
- 2021 CA37
- 2021 CB37
- 2021 CE37
- 2021 CF37
- 2021 CG37
- 2021 CH37
- 2021 CJ37
- 2021 CK37
- 2021 CL37
- 2021 CM37
- 2021 CN37
- 2021 CO37
- 2021 CP37
- 2021 CR37
- 2021 CS37
- 2021 CT37
- 2021 CU37
- 2021 CV37
- 2021 CW37
- 2021 CY37
- 2021 CZ37
- 2021 CD38
- 2021 CE38
- 2021 CF38
- 2021 CG38
- 2021 CH38
- 2021 CL38
- 2021 CN38
- 2021 CP38
- 2021 CS38
- 2021 CU38
- 2021 CV38
- 2021 CW38
- 2021 CX38
- 2021 CY38
- 2021 CZ38
- 2021 CA39
- 2021 CC39
- 2021 CD39
- 2021 CE39
- 2021 CJ39
- 2021 CL39
- 2021 CM39
- 2021 CN39
- 2021 CO39
- 2021 CP39
- 2021 CQ39
- 2021 CS39
- 2021 CT39
- 2021 CU39
- 2021 CV39
- 2021 CW39
- 2021 CX39
- 2021 CA40
- 2021 CC40
- 2021 CD40
- 2021 CE40
- 2021 CG40
- 2021 CJ40
- 2021 CK40
- 2021 CL40
- 2021 CM40
- 2021 CP40
- 2021 CQ40
- 2021 CR40
- 2021 CS40
- 2021 CX40
- 2021 CY40
- 2021 CZ40
- 2021 CA41
- 2021 CB41
- 2021 CC41
- 2021 CD41
- 2021 CF41
- 2021 CH41
- 2021 CK41
- 2021 CL41
- 2021 CM41
- 2021 CN41
- 2021 CO41
- 2021 CP41
- 2021 CQ41
- 2021 CR41
- 2021 CS41
- 2021 CT41
- 2021 CU41
- 2021 CV41
- 2021 CW41
- 2021 CX41
- 2021 CY41
- 2021 CZ41
- 2021 CA42
- 2021 CB42
- 2021 CC42
- 2021 CD42
- 2021 CE42
- 2021 CF42
- 2021 CG42
- 2021 CH42
- 2021 CK42
- 2021 CL42
- 2021 CM42
- 2021 CN42
- 2021 CO42
- 2021 CP42
- 2021 CQ42
- 2021 CR42
- 2021 CS42
- 2021 CT42
- 2021 CU42
- 2021 CV42
- 2021 CW42
- 2021 CY42
- 2021 CZ42
- 2021 CA43
- 2021 CB43
- 2021 CC43
- 2021 CD43
- 2021 CE43
- 2021 CF43
- 2021 CG43
- 2021 CH43
- 2021 CK43
- 2021 CL43
- 2021 CM43
- 2021 CN43
- 2021 CO43
- 2021 CP43
- 2021 CQ43
- 2021 CR43
- 2021 CS43
- 2021 CT43
- 2021 CU43
- 2021 CV43
- 2021 CW43
- 2021 CX43
- 2021 CY43
- 2021 CZ43
- 2021 CA44
- 2021 CB44
- 2021 CC44
- 2021 CD44
- 2021 CE44
- 2021 CF44
- 2021 CG44
- 2021 CH44
- 2021 CJ44
- 2021 CK44
- 2021 CL44
- 2021 CM44
- 2021 CN44
- 2021 CO44
- 2021 CP44
- 2021 CQ44
- 2021 CR44
- 2021 CS44
- 2021 CT44
- 2021 CU44
- 2021 CV44
- 2021 CW44
- 2021 CX44
- 2021 CY44
- 2021 CZ44
- 2021 CA45
- 2021 CB45
- 2021 CC45
- 2021 CD45
- 2021 CE45
- 2021 CF45
- 2021 CG45
- 2021 CH45
- 2021 CJ45
- 2021 CK45
- 2021 CL45
- 2021 CM45
- 2021 CN45
- 2021 CO45
- 2021 CP45
- 2021 CQ45
- 2021 CR45
- 2021 CS45
- 2021 CU45
- 2021 CV45
- 2021 CW45
- 2021 CX45
- 2021 CY45
- 2021 CZ45
- 2021 CA46
- 2021 CB46
- 2021 CD46
- 2021 CE46
- 2021 CF46
- 2021 CG46
- 2021 CH46
- 2021 CJ46
- 2021 CK46
- 2021 CL46
- 2021 CM46
- 2021 CN46
- 2021 CO46
- 2021 CQ46
- 2021 CR46
- 2021 CS46
- 2021 CT46
- 2021 CV46
- 2021 CX46
- 2021 CY46
- 2021 CZ46
- 2021 CA47
- 2021 CB47
- 2021 CC47
- 2021 CD47
- 2021 CE47
- 2021 CF47
- 2021 CG47
- 2021 CH47
- 2021 CJ47
- 2021 CK47
- 2021 CL47
- 2021 CM47
- 2021 CN47
- 2021 CO47
- 2021 CP47
- 2021 CQ47
- 2021 CR47
- 2021 CS47
- 2021 CT47
- 2021 CU47
- 2021 CV47
- 2021 CW47
- 2021 CX47
- 2021 CY47
- 2021 CZ47
- 2021 CB48
- 2021 CC48
- 2021 CD48
- 2021 CE48
- 2021 CF48
- 2021 CG48
- 2021 CH48
- 2021 CJ48
- 2021 CK48
- 2021 CL48
- 2021 CM48
- 2021 CN48
- 2021 CO48
- 2021 CP48
- 2021 CQ48
- 2021 CR48
- 2021 CS48
- 2021 CT48
- 2021 CU48
- 2021 CV48
- 2021 CW48
- 2021 CX48
- 2021 CY48
- 2021 CZ48
- 2021 CA49
- 2021 CD49
- 2021 CE49
- 2021 CH49
- 2021 CK49
- 2021 CL49
- 2021 CM49
- 2021 CO49
- 2021 CP49
- 2021 CQ49
- 2021 CS49
- 2021 CT49
- 2021 CU49
- 2021 CV49
- 2021 CW49
- 2021 CX49
- 2021 CY49
- 2021 CZ49
- 2021 CA50
- 2021 CB50
- 2021 CC50
- 2021 CD50
- 2021 CE50
- 2021 CF50
- 2021 CG50
- 2021 CH50
- 2021 CJ50
- 2021 CK50
- 2021 CL50
- 2021 CM50
- 2021 CN50
- 2021 CO50
- 2021 CP50
- 2021 CQ50
- 2021 CR50
- 2021 CS50
- 2021 CT50
- 2021 CU50
- 2021 CV50
- 2021 CW50
- 2021 CX50
- 2021 CY50
- 2021 CZ50
- 2021 CA51
- 2021 CB51
- 2021 CC51
- 2021 CD51
- 2021 CE51
- 2021 CF51
- 2021 CG51
- 2021 CH51
- 2021 CJ51
- 2021 CK51
- 2021 CL51
- 2021 CM51
- 2021 CN51
- 2021 CO51
- 2021 CP51
- 2021 CQ51
- 2021 CR51
- 2021 CS51
- 2021 CT51
- 2021 CU51
- 2021 CV51
- 2021 CW51
- 2021 CX51
- 2021 CY51
- 2021 CA52
- 2021 CB52
- 2021 CC52
- 2021 CD52
- 2021 CE52
- 2021 CF52
- 2021 CG52
- 2021 CH52
- 2021 CJ52
- 2021 CK52
- 2021 CL52
- 2021 CM52
- 2021 CN52
- 2021 CO52
- 2021 CP52
- 2021 CQ52
- 2021 CR52
- 2021 CS52
- 2021 CT52
- 2021 CU52
- 2021 CV52
- 2021 CW52
- 2021 CY52
- 2021 CZ52
- 2021 CA53
- 2021 CB53
- 2021 CC53
- 2021 CD53
- 2021 CE53
- 2021 CF53
- 2021 CG53
- 2021 CH53
- 2021 CJ53
- 2021 CK53
- 2021 CL53
- 2021 CM53
- 2021 CN53
- 2021 CO53
- 2021 CP53
- 2021 CQ53
- 2021 CR53
- 2021 CS53
- 2021 CT53
- 2021 CU53
- 2021 CV53
- 2021 CW53
- 2021 CX53
- 2021 CA54
- 2021 CB54
- 2021 CC54
- 2021 CD54
- 2021 CE54
- 2021 CF54
- 2021 CG54
- 2021 CH54
- 2021 CJ54
- 2021 CK54
- 2021 CL54
- 2021 CM54
- 2021 CN54
- 2021 CO54
- 2021 CP54
- 2021 CQ54
- 2021 CR54
- 2021 CS54
- 2021 CT54
- 2021 CU54
- 2021 CV54
- 2021 CW54
- 2021 CX54
- 2021 CY54
- 2021 CZ54
- 2021 CA55
- 2021 CB55
- 2021 CC55
- 2021 CD55
- 2021 CE55
- 2021 CF55
- 2021 CG55
- 2021 CH55
- 2021 CJ55
- 2021 CK55
- 2021 CL55
- 2021 CM55
- 2021 CN55
- 2021 CO55
- 2021 CP55
- 2021 CQ55
- 2021 CR55
- 2021 CT55
- 2021 CU55
- 2021 CV55
- 2021 CW55
- 2021 CX55
- 2021 CY55
- 2021 CA56
- 2021 CB56
- 2021 CC56
- 2021 CD56
- 2021 CE56
- 2021 CF56
- 2021 CG56
- 2021 CH56
- 2021 CJ56
- 2021 CK56
- 2021 CL56
- 2021 CM56
- 2021 CN56
- 2021 CO56
- 2021 CP56
- 2021 CQ56
- 2021 CR56
- 2021 CS56
- 2021 CT56
- 2021 CU56
- 2021 CV56
- 2021 CW56
- 2021 CX56
- 2021 CY56
- 2021 CZ56
- 2021 CA57
- 2021 CB57
- 2021 CC57
- 2021 CD57
- 2021 CE57
- 2021 CF57
- 2021 CG57
- 2021 CH57
- 2021 CJ57
- 2021 CK57
- 2021 CL57
- 2021 CM57
- 2021 CO57
- 2021 CQ57
- 2021 CR57
- 2021 CS57
- 2021 CT57
- 2021 CU57
- 2021 CV57
- 2021 CW57
- 2021 CX57
- 2021 CY57
- 2021 CZ57
- 2021 CA58
- 2021 CB58
- 2021 CC58
- 2021 CD58
- 2021 CF58
- 2021 CG58
- 2021 CH58
- 2021 CJ58
- 2021 CK58
- 2021 CL58
- 2021 CM58
- 2021 CO58
- 2021 CP58
- 2021 CQ58
- 2021 CR58
- 2021 CS58
- 2021 CT58
- 2021 CU58
- 2021 CW58
- 2021 CX58
- 2021 CY58
- 2021 CZ58
- 2021 CA59
- 2021 CB59
- 2021 CC59
- 2021 CD59
- 2021 CE59
- 2021 CF59
- 2021 CG59
- 2021 CH59
- 2021 CK59
- 2021 CL59
- 2021 CM59
- 2021 CN59
- 2021 CO59
- 2021 CP59
- 2021 CQ59
- 2021 CR59
- 2021 CS59
- 2021 CT59
- 2021 CU59
- 2021 CV59
- 2021 CW59
- 2021 CX59
- 2021 CY59
- 2021 CZ59
- 2021 CA60
- 2021 CB60
- 2021 CC60
- 2021 CD60
- 2021 CE60
- 2021 CF60
- 2021 CG60
- 2021 CH60
- 2021 CJ60
- 2021 CK60
- 2021 CM60
- 2021 CN60
- 2021 CO60
- 2021 CP60
- 2021 CQ60
- 2021 CR60
- 2021 CS60
- 2021 CT60
- 2021 CU60
- 2021 CV60
- 2021 CW60
- 2021 CX60
- 2021 CY60
- 2021 CA61
- 2021 CB61
- 2021 CC61
- 2021 CD61
- 2021 CE61
- 2021 CF61
- 2021 CG61
- 2021 CH61
- 2021 CJ61
- 2021 CK61
- 2021 CL61
- 2021 CM61
- 2021 CN61
- 2021 CO61
- 2021 CP61
- 2021 CQ61
- 2021 CR61
- 2021 CS61
- 2021 CT61
- 2021 CV61
- 2021 CW61
- 2021 CX61
- 2021 CY61
- 2021 CZ61
- 2021 CA62
- 2021 CB62
- 2021 CC62
- 2021 CD62
- 2021 CE62
- 2021 CF62
- 2021 CG62
- 2021 CH62
- 2021 CJ62
- 2021 CK62
- 2021 CL62
- 2021 CM62
- 2021 CN62
- 2021 CO62
- 2021 CP62
- 2021 CQ62
- 2021 CR62
- 2021 CS62
- 2021 CT62
- 2021 CU62
- 2021 CV62
- 2021 CW62
- 2021 CX62
- 2021 CY62
- 2021 CZ62
- 2021 CA63
- 2021 CB63
- 2021 CC63
- 2021 CD63
- 2021 CE63
- 2021 CG63
- 2021 CH63
- 2021 CJ63
- 2021 CK63
- 2021 CL63
- 2021 CM63
- 2021 CN63
- 2021 CO63
- 2021 CP63
- 2021 CQ63
- 2021 CR63
- 2021 CS63
- 2021 CT63
- 2021 CU63
- 2021 CV63
- 2021 CW63
- 2021 CX63
- 2021 CY63
- 2021 CZ63
- 2021 CA64
- 2021 CB64
- 2021 CC64
- 2021 CD64
- 2021 CE64
- 2021 CF64
- 2021 CG64
- 2021 CH64
- 2021 CJ64
- 2021 CK64
- 2021 CL64
- 2021 CM64
- 2021 CN64
- 2021 CO64
- 2021 CP64
- 2021 CQ64
- 2021 CR64
- 2021 CS64
- 2021 CT64
- 2021 CU64
- 2021 CV64
- 2021 CW64
- 2021 CX64
- 2021 CY64
- 2021 CZ64
- 2021 CA65
- 2021 CB65
- 2021 CC65
- 2021 CD65
- 2021 CE65
- 2021 CF65
- 2021 CG65
- 2021 CH65
- 2021 CJ65
- 2021 CK65
- 2021 CL65
- 2021 CM65
- 2021 CN65
- 2021 CO65
- 2021 CP65
- 2021 CQ65
- 2021 CR65
- 2021 CS65
- 2021 CT65
- 2021 CU65
- 2021 CV65
- 2021 CW65
- 2021 CX65
- 2021 CY65
- 2021 CZ65
- 2021 CA66
- 2021 CB66
- 2021 CC66
- 2021 CD66
- 2021 CE66
- 2021 CF66
- 2021 CG66
- 2021 CH66
- 2021 CJ66
- 2021 CK66
- 2021 CL66
- 2021 CM66
- 2021 CN66
- 2021 CP66
- 2021 CQ66
- 2021 CR66
- 2021 CS66
- 2021 CT66
- 2021 CU66
- 2021 CV66
- 2021 CW66
- 2021 CX66
- 2021 CY66
- 2021 CZ66
- 2021 CA67
- 2021 CB67
- 2021 CC67
- 2021 CD67
- 2021 CE67
- 2021 CF67
- 2021 CG67
- 2021 CH67
- 2021 CJ67
- 2021 CK67
- 2021 CL67
- 2021 CM67
- 2021 CN67
- 2021 CO67
- 2021 CP67
- 2021 CQ67
- 2021 CR67
- 2021 CS67
- 2021 CT67
- 2021 CU67
- 2021 CV67
- 2021 CW67
- 2021 CX67
- 2021 CY67
- 2021 CZ67
- 2021 CA68
- 2021 CB68
- 2021 CC68
- 2021 CD68
- 2021 CE68

### Du 15 au 28 février 2021
- 2021 DA
- 2021 DB
- 2021 DC
- 2021 DD
- 2021 DE
- 2021 DF
- 2021 DG
- 2021 DH
- 2021 DJ
- 2021 DK
- 2021 DL
- 2021 DM
- 2021 DN
- 2021 DO
- 2021 DP
- 2021 DQ
- 2021 DR
- 2021 DS
- 2021 DT
- 2021 DU
- 2021 DV
- 2021 DW
- 2021 DX
- 2021 DY
- 2021 DZ
- 2021 DA1
- 2021 DB1
- 2021 DC1
- 2021 DD1
- 2021 DE1
- 2021 DF1
- 2021 DG1
- 2021 DH1
- 2021 DJ1
- 2021 DK1
- 2021 DL1
- 2021 DM1
- 2021 DN1
- 2021 DO1
- 2021 DP1
- 2021 DQ1
- 2021 DR1
- 2021 DS1
- 2021 DT1
- 2021 DU1
- 2021 DV1
- 2021 DW1
- 2021 DX1
- 2021 DY1
- 2021 DZ1
- 2021 DA2
- 2021 DC2
- 2021 DD2
- 2021 DE2
- 2021 DF2
- 2021 DH2
- 2021 DJ2
- 2021 DK2
- 2021 DL2
- 2021 DM2
- 2021 DN2
- 2021 DO2
- 2021 DP2
- 2021 DQ2
- 2021 DR2
- 2021 DS2
- 2021 DT2
- 2021 DV2
- 2021 DX2
- 2021 DZ2
- 2021 DA3
- 2021 DB3
- 2021 DE3
- 2021 DF3
- 2021 DH3
- 2021 DJ3
- 2021 DK3
- 2021 DN3
- 2021 DO3
- 2021 DQ3
- 2021 DR3
- 2021 DS3
- 2021 DT3
- 2021 DU3
- 2021 DV3
- 2021 DW3
- 2021 DX3
- 2021 DZ3
- 2021 DA4
- 2021 DB4
- 2021 DC4
- 2021 DD4
- 2021 DE4
- 2021 DH4
- 2021 DJ4
- 2021 DL4
- 2021 DM4
- 2021 DN4
- 2021 DR4
- 2021 DS4
- 2021 DT4
- 2021 DU4
- 2021 DV4
- 2021 DW4
- 2021 DX4
- 2021 DY4
- 2021 DZ4
- 2021 DC5
- 2021 DD5
- 2021 DF5
- 2021 DG5
- 2021 DH5
- 2021 DJ5
- 2021 DK5
- 2021 DL5
- 2021 DM5
- 2021 DO5
- 2021 DP5
- 2021 DQ5
- 2021 DR5
- 2021 DS5
- 2021 DT5
- 2021 DU5
- 2021 DW5
- 2021 DX5
- 2021 DZ5
- 2021 DA6
- 2021 DD6
- 2021 DE6
- 2021 DG6
- 2021 DH6
- 2021 DJ6
- 2021 DK6
- 2021 DL6
- 2021 DN6
- 2021 DO6
- 2021 DP6
- 2021 DQ6
- 2021 DR6
- 2021 DS6
- 2021 DT6
- 2021 DU6
- 2021 DW6
- 2021 DX6
- 2021 DA7
- 2021 DB7
- 2021 DC7
- 2021 DD7
- 2021 DE7
- 2021 DG7
- 2021 DH7
- 2021 DL7
- 2021 DM7
- 2021 DN7
- 2021 DO7
- 2021 DP7
- 2021 DR7
- 2021 DS7
- 2021 DT7
- 2021 DU7
- 2021 DX7
- 2021 DZ7
- 2021 DA8
- 2021 DB8
- 2021 DC8
- 2021 DF8
- 2021 DG8
- 2021 DH8
- 2021 DJ8
- 2021 DK8
- 2021 DL8
- 2021 DN8
- 2021 DO8
- 2021 DP8
- 2021 DQ8
- 2021 DR8
- 2021 DS8
- 2021 DT8
- 2021 DU8
- 2021 DV8
- 2021 DX8
- 2021 DY8
- 2021 DA9
- 2021 DB9
- 2021 DC9
- 2021 DF9
- 2021 DH9
- 2021 DJ9
- 2021 DL9
- 2021 DM9
- 2021 DO9
- 2021 DP9
- 2021 DQ9
- 2021 DR9
- 2021 DS9
- 2021 DT9
- 2021 DU9
- 2021 DW9
- 2021 DX9
- 2021 DZ9
- 2021 DB10
- 2021 DD10
- 2021 DE10
- 2021 DF10
- 2021 DG10
- 2021 DH10
- 2021 DJ10
- 2021 DL10
- 2021 DN10
- 2021 DO10
- 2021 DQ10
- 2021 DR10
- 2021 DS10
- 2021 DT10
- 2021 DU10
- 2021 DX10
- 2021 DY10
- 2021 DA11
- 2021 DC11
- 2021 DD11
- 2021 DE11
- 2021 DF11
- 2021 DG11
- 2021 DH11
- 2021 DJ11
- 2021 DK11
- 2021 DL11
- 2021 DM11
- 2021 DP11
- 2021 DQ11
- 2021 DR11
- 2021 DS11
- 2021 DT11
- 2021 DU11
- 2021 DW11
- 2021 DX11
- 2021 DY11
- 2021 DZ11
- 2021 DA12
- 2021 DB12
- 2021 DC12
- 2021 DD12
- 2021 DE12
- 2021 DF12
- 2021 DG12
- 2021 DJ12
- 2021 DM12
- 2021 DN12
- 2021 DO12
- 2021 DR12
- 2021 DS12
- 2021 DT12
- 2021 DW12
- 2021 DY12
- 2021 DZ12
- 2021 DA13
- 2021 DB13
- 2021 DC13
- 2021 DD13
- 2021 DE13
- 2021 DG13
- 2021 DK13
- 2021 DL13
- 2021 DM13
- 2021 DN13
- 2021 DO13
- 2021 DP13
- 2021 DQ13
- 2021 DR13
- 2021 DS13
- 2021 DU13
- 2021 DV13
- 2021 DW13
- 2021 DX13
- 2021 DY13
- 2021 DZ13
- 2021 DA14
- 2021 DB14
- 2021 DC14
- 2021 DD14
- 2021 DE14
- 2021 DF14
- 2021 DG14
- 2021 DH14
- 2021 DJ14
- 2021 DL14
- 2021 DM14
- 2021 DN14
- 2021 DO14
- 2021 DP14
- 2021 DR14
- 2021 DU14
- 2021 DV14
- 2021 DW14
- 2021 DX14
- 2021 DZ14
- 2021 DA15
- 2021 DC15
- 2021 DD15
- 2021 DE15
- 2021 DF15
- 2021 DG15
- 2021 DH15
- 2021 DJ15
- 2021 DK15
- 2021 DL15
- 2021 DM15
- 2021 DN15
- 2021 DO15
- 2021 DP15
- 2021 DQ15
- 2021 DR15
- 2021 DS15
- 2021 DT15
- 2021 DU15
- 2021 DV15
- 2021 DX15
- 2021 DY15
- 2021 DZ15
- 2021 DA16
- 2021 DB16
- 2021 DD16
- 2021 DE16
- 2021 DF16
- 2021 DG16
- 2021 DH16
- 2021 DJ16
- 2021 DK16
- 2021 DL16
- 2021 DM16
- 2021 DN16
- 2021 DO16
- 2021 DP16
- 2021 DQ16
- 2021 DR16
- 2021 DS16
- 2021 DT16
- 2021 DU16
- 2021 DW16
- 2021 DY16
- 2021 DZ16
- 2021 DA17
- 2021 DC17
- 2021 DD17
- 2021 DG17
- 2021 DH17
- 2021 DJ17
- 2021 DK17
- 2021 DL17
- 2021 DM17
- 2021 DN17
- 2021 DO17
- 2021 DP17
- 2021 DQ17
- 2021 DR17
- 2021 DS17
- 2021 DT17
- 2021 DU17
- 2021 DW17
- 2021 DX17
- 2021 DY17
- 2021 DZ17
- 2021 DA18
- 2021 DB18
- 2021 DC18
- 2021 DD18
- 2021 DE18
- 2021 DF18
- 2021 DG18
- 2021 DH18
- 2021 DJ18
- 2021 DK18
- 2021 DM18
- 2021 DN18
- 2021 DO18
- 2021 DP18
- 2021 DQ18
- 2021 DR18
- 2021 DS18
- 2021 DT18
- 2021 DU18
- 2021 DV18
- 2021 DW18
- 2021 DX18
- 2021 DY18
- 2021 DZ18
- 2021 DA19
- 2021 DB19
- 2021 DC19
- 2021 DD19
- 2021 DE19
- 2021 DF19
- 2021 DG19
- 2021 DH19
- 2021 DJ19
- 2021 DK19
- 2021 DL19
- 2021 DM19
- 2021 DN19
- 2021 DO19
- 2021 DP19
- 2021 DQ19
- 2021 DR19
- 2021 DS19
- 2021 DT19
- 2021 DV19
- 2021 DW19
- 2021 DX19
- 2021 DY19
- 2021 DZ19
- 2021 DA20
- 2021 DB20
- 2021 DC20
- 2021 DD20
- 2021 DE20
- 2021 DG20
- 2021 DH20
- 2021 DJ20
- 2021 DL20
- 2021 DM20
- 2021 DN20
- 2021 DO20
- 2021 DQ20
- 2021 DR20
- 2021 DT20
- 2021 DU20
- 2021 DV20
- 2021 DW20
- 2021 DX20
- 2021 DY20
- 2021 DZ20
- 2021 DA21
- 2021 DB21
- 2021 DC21
- 2021 DD21
- 2021 DE21
- 2021 DF21
- 2021 DG21
- 2021 DH21
- 2021 DJ21
- 2021 DK21
- 2021 DM21
- 2021 DN21
- 2021 DO21
- 2021 DP21
- 2021 DQ21
- 2021 DR21
- 2021 DS21
- 2021 DT21
- 2021 DU21
- 2021 DV21
- 2021 DW21
- 2021 DX21
- 2021 DY21
- 2021 DZ21
- 2021 DA22
- 2021 DB22
- 2021 DC22
- 2021 DD22
- 2021 DE22
- 2021 DG22
- 2021 DH22
- 2021 DJ22
- 2021 DK22
- 2021 DL22
- 2021 DM22
- 2021 DN22
- 2021 DO22
- 2021 DP22
- 2021 DQ22
- 2021 DR22
- 2021 DS22
- 2021 DT22
- 2021 DU22
- 2021 DV22
- 2021 DW22
- 2021 DX22
- 2021 DY22
- 2021 DZ22
- 2021 DA23
- 2021 DB23
- 2021 DC23
- 2021 DD23
- 2021 DE23
- 2021 DF23
- 2021 DG23
- 2021 DH23
- 2021 DJ23
- 2021 DK23
- 2021 DL23
- 2021 DM23
- 2021 DN23
- 2021 DO23
- 2021 DP23
- 2021 DQ23
- 2021 DR23
- 2021 DS23
- 2021 DT23
- 2021 DU23
- 2021 DV23
- 2021 DW23
- 2021 DX23
- 2021 DY23
- 2021 DZ23
- 2021 DA24
- 2021 DB24
- 2021 DC24
- 2021 DD24
- 2021 DE24
- 2021 DF24
- 2021 DG24
- 2021 DH24
- 2021 DJ24
- 2021 DK24
- 2021 DL24
- 2021 DM24
- 2021 DN24
- 2021 DO24
- 2021 DP24
- 2021 DQ24
- 2021 DR24
- 2021 DS24
- 2021 DT24
- 2021 DU24
- 2021 DV24
- 2021 DW24
- 2021 DX24
- 2021 DY24
- 2021 DZ24
- 2021 DA25
- 2021 DB25
- 2021 DC25
- 2021 DD25
- 2021 DE25
- 2021 DF25
- 2021 DG25
- 2021 DH25
- 2021 DJ25
- 2021 DK25
- 2021 DL25
- 2021 DM25
- 2021 DN25
- 2021 DO25
- 2021 DP25
- 2021 DQ25
- 2021 DR25
- 2021 DS25
- 2021 DT25
- 2021 DU25
- 2021 DV25
- 2021 DW25
- 2021 DX25
- 2021 DY25
- 2021 DZ25
- 2021 DA26
- 2021 DB26
- 2021 DC26
- 2021 DD26
- 2021 DE26
- 2021 DF26
- 2021 DG26
- 2021 DH26